# Ophiambix
Ophiambix is een geslacht van slangsterren uit de familie Ophiuridae. De wetenschappelijke naam van het geslacht werd in 1880 voorgesteld door Theodore Lyman. In de protoloog plaatste Lyman in het geslacht slechts de soort Ophiambix aculeatus, waarmee die automatisch de typesoort werd.

## Soorten
- Ophiambix aculeatus Lyman, 1880
- Ophiambix devaneyi Paterson, 1985
- Ophiambix epicopus Paterson & Baker, 1988
- Ophiambix meteoris Bartsch, 1983